# Симфонический оркестр Акмолинской областной филармонии
Симфони́ческий оркестр Акмолинской областной филармонии  (каз. Ақмола облыстық филармониясының симфониялық оркестрі; до 1993 года — симфонический оркестр Кокчетавской областной филармонии, до 1999 года — симфонический оркестр Кокшетауской областной филармонии) — казахстанский симфонический оркестр, один из крупнейших оркестров северного Казахстана, базирующийся в Кокшетау, основанный в 1988 году. 
Оркестр является одним из коллективов Акмолинской областной филармонии им. Укили Ибрая. Главный симфонический оркестр Акмолинской области, единственный профессиональный симфонический оркестр в городе.

## Исторический очерк оркестра

### 1980-е
История создания симфонического оркестра Акмолинской областной филармонии – это путь обогащения творческого коллектива опытом европейской культуры. Первая запись о симфоническом оркестре города Кокшетау появилась в 1988 году, а основателем и первым его дирижером на протяжении девяти лет был заслуженный артист Республики Казахстан Борис Лагода, выпускник дирижерского факультета Алматинской государственной консерватории. Талантливый дирижер за очень короткий срок сумел создать из студенческого оркестра мощный коллектив с высоким
художественно-исполнительским уровнем. Особого внимания заслуживает тот факт, что симфонический оркестр Акмолинской областной филармонии на момент своего создания являлся одним из трех функционирующих симфонических оркестров в республике после Алматы и Караганды. Апогеем творчества дирижера Бориса Лагоды стала постановка оперы Ж. Бизе
«Искатели жемчуга», что явилось запоминающимся событием для музыкальной общественности республики.

### 1990-е
С 1997 года художественным руководителем и главным дирижером становится Владимир Кулинич, с приходом которого обширный репертуар оркестра пополнился произведениями казахских композиторов Курмангазы, Ш. Калдаякова, Е. Канапьянова, Е. Серкебаева и других. Также огромной заслугой капельмейстера явилось то, что он в трудные годы становления страны смог
сохранить коллектив, не дав ему распасться.

### 2000-е
С 2005 по 2010 год за дирижерским пультом стоял Алихан Идрисов, выпускник Казахской национальной консерватории имени Курмангазы, очень творческий и многообещающий дирижер, открывший качественно новую страницу в истории коллектива.

## Характеристика оркестра
Симфонический оркестр, в котором наряду с опытными профессионалами трудятся выпускники консерваторий и музыкальных колледжей, прошел достойный путь от первых робких программ популярной эстрады и классики до театрализованных постановок. Сегодня формы его работы стали более разнообразны, симфонические концерты популярны у студентов, школьников, бюджетников, являющихся основной категорией слушателей. Это концерты-лекции, беседы и вечера музыки для детей и юношества, это и «музыкальные среды» с тщательно разработанными и подготовленными циклами симфонической музыки.
За время своего существования оркестр завоевал признательность зрителей самых разных поколений, объехав с концертами всю Акмолинскую область. Оценили творчество успешного коллектива оркестра любители классической музыки Павлодара, Костаная, Петропавловска, Караганды, Алматы, Астаны и Омска. Многие годы профессиональная и очень плодотворная дружба объединяет симфонический оркестр с главным дирижером театра оперы и балета «Астана Опера», магистром музыки Йорского университета, заслуженным деятелем Республики Казахстан, кавалером ордена «Құрмет» Абзалом Мухитдиновым. Результатом такого сотрудничества стала постановка детской оперы-сказки «Золотой ключик» (композитор А. Морозов). Кокшетауцам была представлена премьера оперы Дж. Верди «Травиата», где партию Виолетты исполнила солистка областной филармонии, заслуженная артистка Республики Казахстан Шолпан Дукумбаева.
Широкий резонанс в музыкальных кругах области вызвал концерт в Кокшетау мэтра скрипичной музыки, обладателя 1-го Платинового Тарлана, заслуженного деятеля искусств Республики Казахстан Марата Бисенгалиева. Творческий проект стал настоящим событием для областной филармонии, поскольку звезда мирового уровня исполнил свою программу в
сопровождении струнной группы симфонического оркестра. Нужно отметить, что все композиторы, музыканты и певцы - именитые и начинающие - отмечали своеобразие исполнительской манеры коллектива, его творческий энтузиазм, поиск, способность работать в различных творческих направлениях и жанрах, предрекая его превращение в мощный исполнительский организм с большим потенциалом и выразительными возможностями.

## Репертуар
В богатом репертуаре коллектива четыре симфонических спектакля: сказки «Волшебный журавль» С. Ромащенко, «Проделки плута» А. Меирбекова, «Бибигон» Б. Петрова, водевиль «Граф Нулин» В. Булгаровского, «Искатели жемчуга» Ж. Бизе в театрализации, опера «Травиата» Дж. Верди в концертном исполнении. Они пользуются неизменным зрительским успехом, как и предшествовавшие им поэтические программы «Музыки чарующие звуки», «У музыки обаятельная улыбка», «Музыкальный калейдоскоп», «Путешествие в страну оркестрию», «Поэзия вальса», «Ах, оперетта!», экспересс-оперетта, Гранд-отель оперетта, «От барокко до рока». Исполнение «Реквием» Моцарта стало возможным при участии камерного хора театра «Астана Опера», главный хормейстер Ержан Даутов. Сольные партии исполняли Валерия Болиева, Махаббат Мухаметжанова, Серикболсын Бекмолдин. Великолепны в его исполнении концерты №1 и №2 для фортепиано с оркестром Моцарта или 9 симфония Бетховена, концерт для трубы с оркестром Сен-Санса, симфонический кюй «Дайрабай» и «Кудаша-Думан» Е. Рахмадиева. Кроме того в активе оркестра арии из опер казахстанских, русских, и зарубежных композиторов, народной и эстрадной музыки.

## Главные дирижёры
- Бориса Лагода (1988)[7]
- Владимир Кулинич (1997)
- Алихан Идрисов (2005-2010)[8][9]
- Берик Сарыбай[10]

## Состав оркестра
В состав оркестра входит 23 музыканта:
- - Флейты (3)
  - Кларнеты (2)
  - Гобои (2)
  - Фагот (1)
  - Трубы (2)
- Ударные инструменты 1 (0,5 пульта)
- Фортепиано 1
  - 1-е скрипки 4 (2 пульта)
  - 2-е скрипки 2 (1 пульт)
  - Альты 2 (1 пульт)
  - Виолончели (3) (1,5 пульта)
  - Контрабасы (2)

Репертуар: более 800 произведений

## Современная творческая деятельность коллектива (2005-2017 гг.)
- 2005 год - сопровождение арий из опер русских и зарубежных композиторов в сольном концерте заслуженного артиста России, солиста Государственного академического Большого театра Павла Черных; сопровождение концерта мэтра скрипичной музыки, обладателя 1-го «Платинового Тарлана», заслуженного деятеля искусств РК Марата Бисенгалиева; участие в концерте, посвященном 60-летию Победы в ВОВ; сопровождение концерта солиста Национального театра оперы и балета им. К. Байсеитовой Киякбая Асамбаева.
- 2006 год - подготовка новой концертной программы с дирижером Георгием Авериным; открытие 50-го концертного сезона – 2 блок, произведения Дж. Верди, Е. Рахманинова, Ж. Бизе, П. Чайковского; концерт, посвященный 250-летию В.А. Моцарта.;
- 2007 год - концерт с участием солистов Национального театра оперы и балета им. К. Байсеитовой: Даулета Шакирова (виолончель) и Багдата Адильханова (скрипка).
- 2008 год - концерт «История любви»; участие в концерте, посвященном Международному женскому дню 8 Марта; 30 октября – концерт, посвященный 20-летию создания оркестра с участием солиста Московского театра Новая Опера имени Е.В. Колобова Вениамин Егоров (тенор) и главного дирижера Национального театра оперы и балета им. К. Байсеитовой, обладателя ордена «Курмет», магистра музыки Йорского университета Абзала Мухитдинова.
- 2009 год - проведение вечера «Венской музыки».
- 2010 год - праздничный концерт «Вечер камерной музыки», посвященный Международному женскому дню 8 Марта; концерт в рамках открытия 54-го концертного сезона; сопровождение премьеры экспресс-оперетты «Невероятная станционная история для голосов и оркестра».
- 2011 год - совместный проект с Северо-Казахстанской филармонией – премьера оперы С. Рахманинова «Алеко» и спектакль «Пер Гюнт» Грига в современной интерпретации в Петропавловске и в Кокшетаус участием солистов, ансамбля «Гакку»; концерт классической музыки в рамках закрытия 55-го юбилейного сезона областной филармонии с участием заслуженного деятеля РК, обладателя премии «Платиновый Тарлан» Марата Бисенгалиева.
- 2012 год - концерт, посвященный 25-летнему юбилею коллектива с участием гостей из Вильнюса – Хор Вильнюсского университета «Pro musika» под управлением Расы Галготьене, лауреат Международных конкурсов Лиана Степанян (сопрано) из Лос-Анджелеса, доктор музыкальных искусств Анджела Чолакян (фортепиано), артист Государственного академического Большого театра России Отар Канчулиа (тенор); концерт Амира Тебенихина (лучший пианист Германии - 2011) в рамках презентации нового концертного рояля «Kawai», где в сопровождении оркестра были исполнены произведения увертюра «Идоменей» и вторая и третья части Концерта № 23 ля-мажор В.А. Моцарта; праздничный концерт, посвященный открытию обновленного здания филармонии.
- 2013 год - концерт классической музыки в католической церкви св. Антония Падуанского в городе Кокшетау, посвященный празднованию Дня Независимости Республики Польша; гастрольная поездка в г. Петропавловск, где была представлена «Экспресс-оперетта»; сопровождение сольного концерта заслуженной артистки РК Шолпан Дукумбаевой; сводный концерт симфонического и эстрадно-духового оркестров в рамках закрытия 56 концертного сезона; концерт скрипача Ержана Кулибаева «8 времен года» Вивальди и Пьяццолла, в сопровождении струнной группы симфонического оркестра; сопровождение концерта «Вечер джазовой музыки», на котором выступили музыканты из Эстонии: братья Танел и Лассе Йоаметс; участие в гала-концерте «Жемчужина оперного искусства» с заслуженным деятелем искусств РК, кавалером ордена «Парасат», обладателем почетной медали Бауыржана Момышулы «Батыр шапағаты», ведущим Юрием
- 2014 год - участие в праздничном концерте «Музыка и танцы Востока – для вас, дорогие женщины», посвященном Международному женскому дню 8 Марта; концерт оркестра на открытой концертной площадке (площадь имени Абылай хана); сопровождение вечера скрипичной музыки с участием скрипача Ержана Кулибаева в рамках закрытия 58-го концертного сезона; участие в «Вечере скрипичной музыки» с участием скрипача Ержана Кулибаева в зале Русского драматического театра им. Погодина, г. Петропавловск
- 2015 год - участие в торжественном собрании актива области в преддверии Дня Независимости; концерт оркестра в рамках открытия 59 концертного сезона, дирижер кавалер ордена «Құрмет» Абзал Мухитдинов и Илья Федоров; сопровождение концерта хора ГТОБ «Астана Опера» под руководством дирижера, главного хормейстера, заслуженного деятеля РК Ержана Даутова; концерт оркестра «От барокко до рока»; участие в концерте, посвященном 8 Марта; участие в концертной программе торжественного собрания в честь знаменательной даты – 25-летия Независимости РК; концерт симфонического оркестра областной филармонии и оркестра города Алматы, солист и дирижер Марат Бисенгалиев, к 70-летию филармонии; сопровождение сольного концерта солистки, лауреата международного конкурса им. З. Исмагилова Махаббат Мухаметжановой; сопровождение концерта «Әнім саған туған жер»; концерт оркестра «Классика и современность»; концерт Валерии Болиевой с контратенором г. Караганды в рамках IV Музыкального фестиваля классической и народной музыки «Көкшетау тал бесігім»; участие в сольном концерте дирижера Руслана Баймурзина в рамках IV Музыкального фестиваля классической и народной музыки «Көкшетау тал бесігім».
- 2017 год - участие в концерте ІV музыкального фестиваля «Көкшетау – тал бесігім» в год 70-летия областной филармонии и в преддверии «ЭКСПО-2017», дирижер театра «Астана Опера» и областной филармонии Руслан Баймурзин; участие во втором классическом концерте под названием «Пятизвездочная программа Гранд-отель «ОПЕРЕТТА» IV музыкального фестиваля классической и народной музыки «Көкшетау – тал бесігім», режиссер-постановщик - заслуженный работник культуры РФ Александр Мордасов, дирижеры: художественный руководитель фестиваля «Көкшетау - тал бесігім», заслуженный деятель РК Абзал Мухитдинов и Сергей Баукин, режиссер-постановщик Болат Абдрахманов, балетмейстер Гульмира Ордабаева, художник-оформитель сцены Игорь Литасов; участие в концертной программе, посвященной Дню Независимости РК, в Щучинске и в ПК «Родина» Целиноградского района; премьера симфонической сказки С. Прокофьева «Петя и волк».